# Désiré-Joseph d’Orbaix
Désiré-Joseph d’Orbaix (1889-1943) — nom de plume de Désiré-Joseph Debouck — est un écrivain belge.
Né d’un père instituteur, à dix-neuf ans, il se met à son tour à enseigner, avant de tâter du journalisme et de devenir inspecteur pédagogique.

## Livres
- Le don du Maître (1922)